# Luis de la Cerda y Mendoza
Luis de la Cerda y Mendoza (?-después del 3 de agosto de 1447), noble castellano de la casa de Medinaceli, III conde de Medinaceli. Su padre fue Gastón de Bearne, II conde de Medinaceli, y su madre Mencía de Mendoza. Adoptó el apellido de su abuela Isabel de la Cerda, vinculándose a la casa de la Cerda en vez de a la casa de Bearne, que le correspondía por línea masculina.
Casó en primeras nupcias con Juana Sarmiento, señora de Enciso, que otorgó testamento el 27 de enero de 1437 pidiendo ser enterrada en el Monasterio de Santa María la Real de Huerta cerca del arzobispo Rodrigo.  De este matrimonio nacieron:
- María de la Cerda y Sarmiento (?-Medinaceli, 1468), señora de Huelva y de la Isla de Saltés, casada en 1434 con el I duque de Medina Sidonia, que no tuvo sucesión.
- Gastón de la Cerda Sarmiento (1414-1454), IV conde de Medinaceli, casado en Yunquera de Henares en 1433 con Leonor de la Vega y Mendoza, señora de Cogolludo.

Casó en segundas nupcias con Juana de Leiva, con quien tuvo a:
- Juan (m. después de 1502), I señor de Torrequadrada.
- Mencia (m. 1446).
- Isabel (m. 1447).

Otorgó testamento el 6 de agosto de 1447 donde pidió ser enterrado en el monasterio de Santa María la Real de Huerta, en la capilla mayor, donde estaban ya sepultados sus abuelos paternos, su padre y su primera esposa.